# Cap d'Estany
El Cap d'Estany és una muntanya de 1.348 metres que es troba al municipi de Coll de Nargó, a la comarca de l'Alt Urgell.